# Kruszewnia (województwo wielkopolskie)
Kruszewnia – wieś sołecka w Polsce położona w województwie wielkopolskim, w powiecie poznańskim, w gminie Swarzędz. Oddalona 5 km w kierunku południowo-wschodnim od Swarzędza.

## Nazwa
Istnieją różne hipotezy na temat pochodzenia nazwy wsi. Może pochodzić od rosnących tu kęp grusz, może od nazwy gwarowej „krusza” (krowa) lub od gwarowego „krusz” (kora). Może też pochodzić od nazwy gwarowej „kruszewina” (krzew).

## Historia
Kruszewnia powstała prawdopodobnie na miejscu wsi Sułkowo, które około 1580 roku jako pustkowie wchodziło w skład parafii Siekierki Wielkie. Były to dobra rycerskie. Około 1846 r. Kruszewnia należała do rodziny Kalickich. Pod koniec XIX wieku jako właściciel występuje Ignacy Sarrazin (1891), na początku XX wieku Wilhelm Sarrazin (1913), a następnie od około 1920 do 1945 r. powtórnie Ignacy Sarrazin. Na podstawie dekretu o reformie rolnej z dnia 6 września 1944 majątek rozparcelowano wśród 18 parcelantów, przydzielając im od 9 do 12 ha ziemi. Powiatowa Komisja Ziemska orzeczeniem nr 128/48 z dnia 29 września 1948 r. zatwierdziła plan parcelacji ziemi. 30 czerwca 1952 parcelanci założyli tu Rolniczą Spółdzielnię Produkcyjną im. Jarosława Dąbrowskiego.
Dwór znajdujący się w centralnej części wsi wzniesiony został w II połowie XIX wieku i rozbudowany został w latach 30. XX wieku. Frontem zwrócony jest w kierunku północno-zachodnim. Jest to budynek murowany, piętrowy, podpiwniczony, otynkowany. Dach dwuspadowy pokryty dachówką. W sąsiedztwie dworu znajduje się też wybudowane w I połowie XX wieku murowana rządówka i czworak. Całość ujęta jest w ewidencji konserwatorskiej.
Zabudowania mieszkalne i gospodarcze, poza nielicznymi nowo wybudowanymi budynkami lub zmodernizowanymi, zachowały się w pierwotnym stanie.
W Kruszewni w 1865 r. urodził się niemiecki wojskowy z czasów I wojny światowej Erich Ludendorff.
W latach 1975–1998 miejscowość administracyjnie należała do województwa poznańskiego.

## Warunki przyrodnicze i rolnicze
Park podworski o charakterze krajobrazowym został założony w drugiej połowie XIX wieku. Znaczna część starych drzew pochodzi jeszcze z okresu założenia parku.
W okolicy występują niewielki enklawy gleb III i IV klasy.
Na terenie wsi mieści się jedna z dwóch w gminie Swarzędz spółdzielni produkcyjnych – Rolnicza Spółdzielnia Produkcyjna w Kruszewni. W jej produkcji rolnej przeważają zboża, a od 1989 roku prowadzona jest również produkcja mięs i wędlin.

## Ludność
Wieś należy w gminie do grupy wsi o dużym przyroście ludności w ostatnich latach. Zmiany liczby ludności przedstawiają się następująco:
| Rok  | Liczba mieszkańców |
| ---- | ------------------ |
| 1988 | 129                |
| 1990 | 128                |
| 1999 | 199                |
| 2008 | 238                |
| 2009 | 335                |

Obszar wsi należy do parafii Matki Bożej Wspomożycielki Wiernych (dekanat swarzędzki).

## Komunikacja i infrastruktura
Kruszewnia leży przy drodze Swarzędz – Środa Wielkopolska, a przez wieś przebiega droga gminna Rabowice – Kruszewnia – Szewce. Wieś posiada połączenie autobusowe ze Swarzędzem (linia 497 i 498).
We wsi czynny jest wodociąg zakładowy dostarczający wodę zdatną do spożycia przez ludzi.